# Röttleån

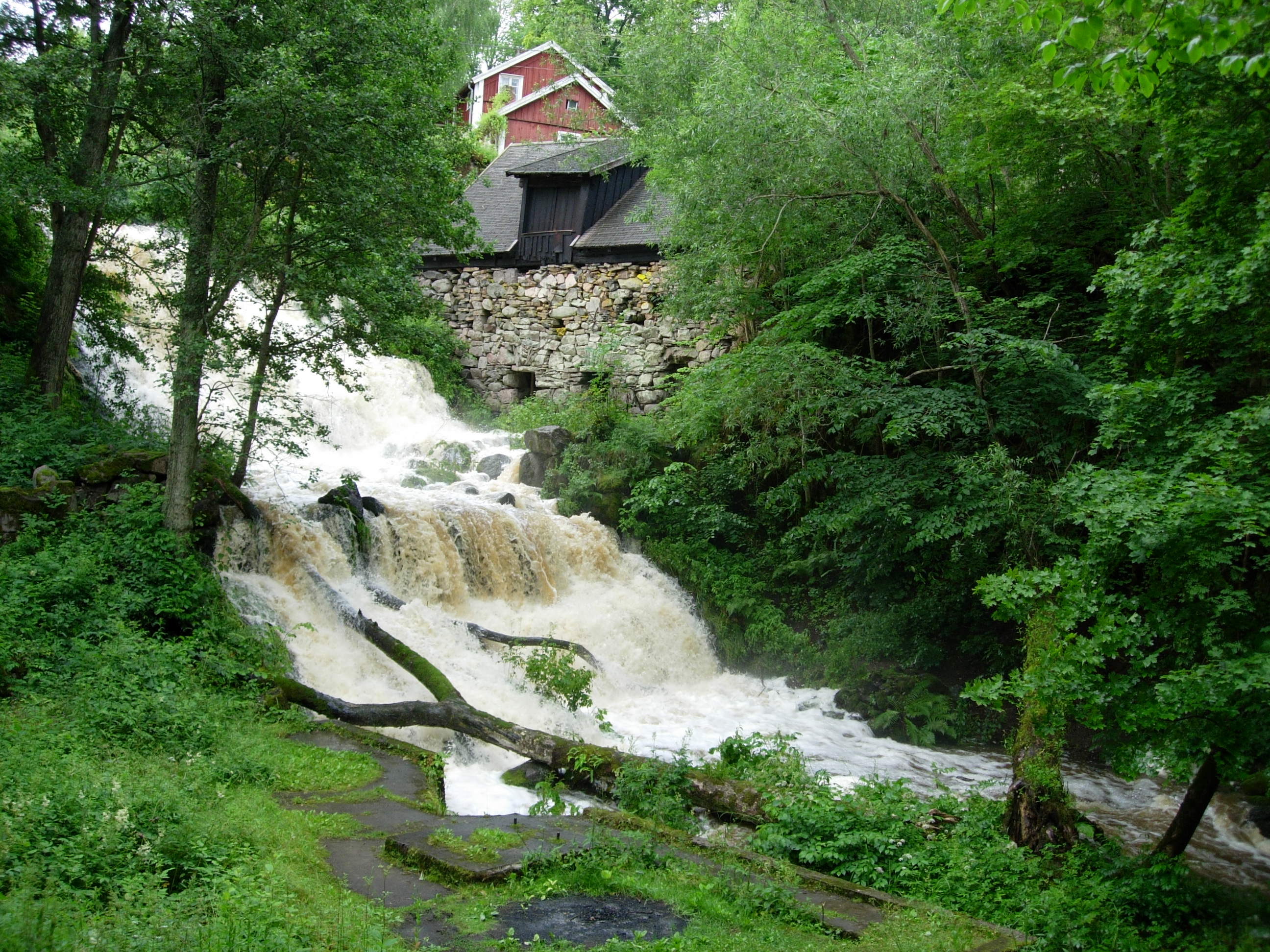
Jerusalems kvarn och Röttleån

Röttleån är 12 km lång och får sitt vatten från sjöarna Bunn och Ören. Fallhöjden är 108 meter ned till Vättern. Både laxöring och harr går upp i ån och leker. Vid mynningen ligger byn Röttle. Namnet kommer från Rytlofors, den rytande forsen, vilket är belagt från 1279. År 1923 byggdes en kraftstation i Gränna vilket gjort att åns vattenföring är mindre än förr. 

## Galleri

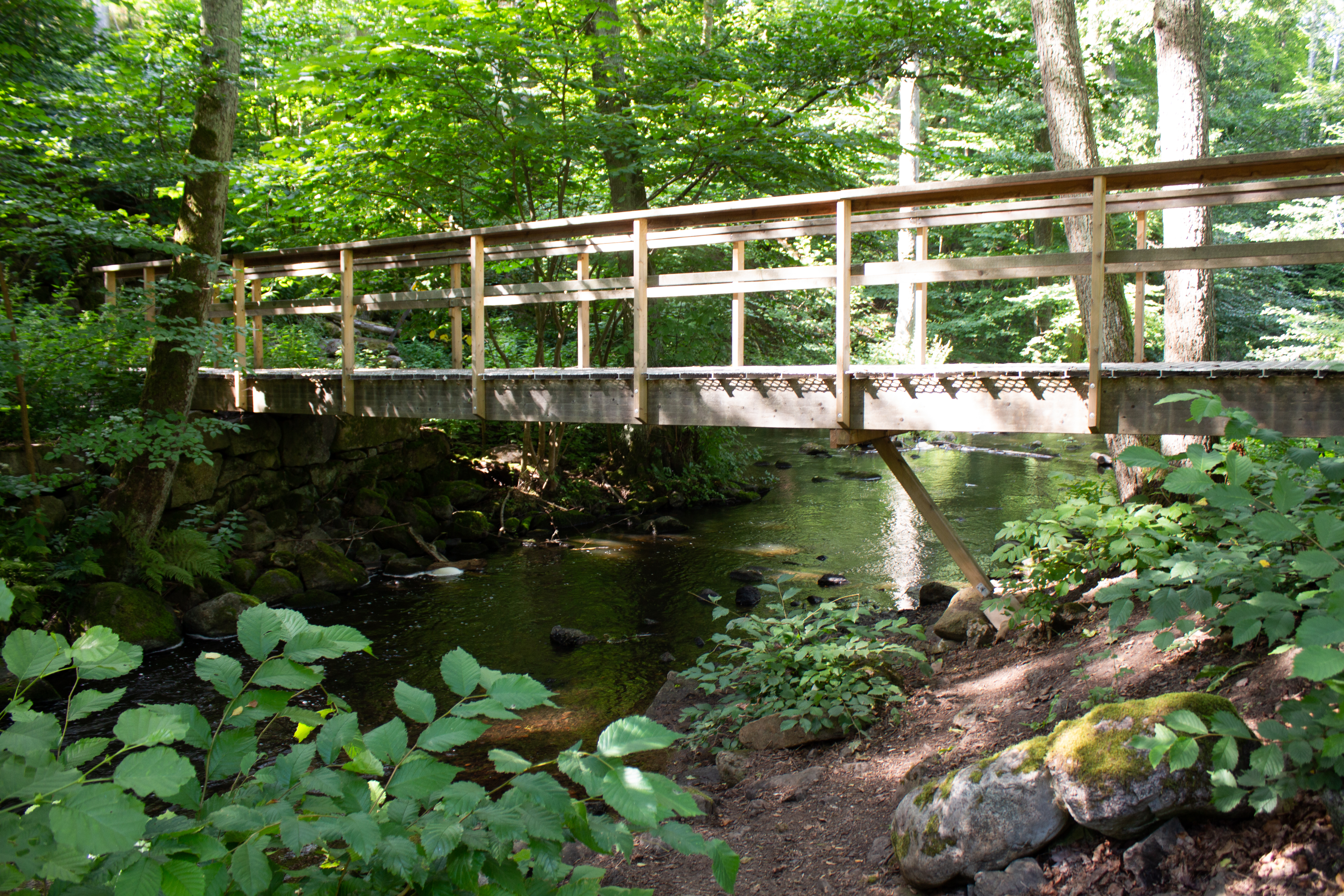
Bro över Röttleån
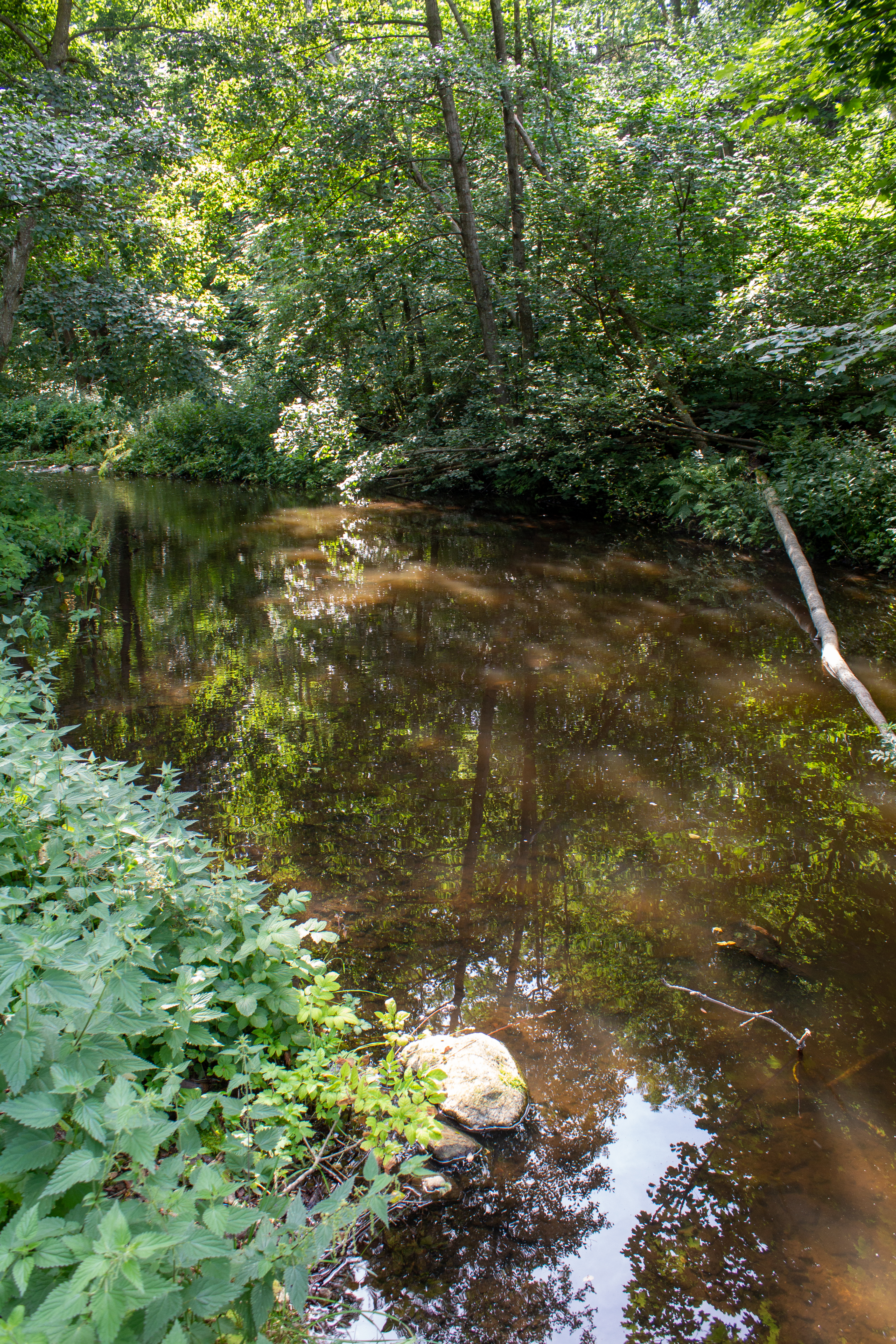
Röttleån
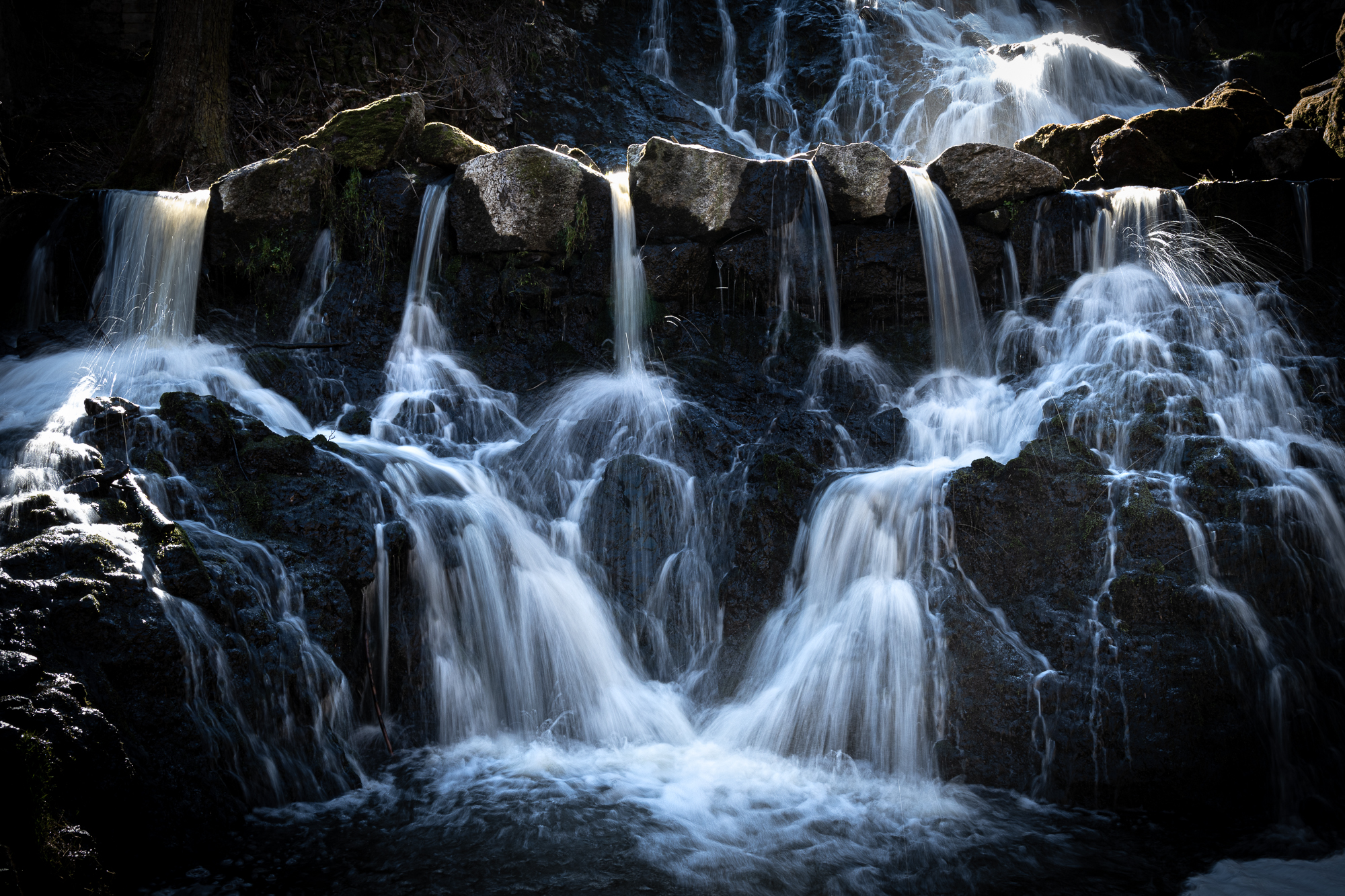
Röttleåns vattenfall